# Книга спеціального обвинувачення — Польща
«Книга спеціального обвинувачення — Польща» (нім. Sonderfahndungsbuch Polen; пол. Specjalna księga Polaków ściganych listem gończym) — список, підготовлений німцями безпосередньо перед вторгненням до Польщі, що містив понад 61 000 представників польської еліти: активістів, інтелігенції, науковців, акторів, колишніх офіцерів та інших видатних осіб, що після вторгнення мали бути заарештовані і передані нацистській владі.

## Історія
Протягом майже двох років до вторгнення в Польщу, між 1937 і 1939 роками, в Німеччині таємно готували список, названий «Книгою спеціального обвинувачення». Його розробкою займалося Центральне управління II P (нім. Zentralstelle IIP Polen) гестапо на основі таємних розвідувальних даних, наданих членами німецької національної меншини в Польщі, залученими до Німецької народної самооборони, що діяли як п'ята колона.
Центральний підрозділ II P був створений Райнгардом Гейдріхом для координації етнічних чисток усіх поляків в рамках операції «Танненберг» та «Intelligenzaktion» — двох кодових назв винищувальних акцій, спрямованих на польський народ на початковому етапі Другої світової війни.
Формально «Intelligenzaktion» була другою фазою операції «Танненберг» і тривала до січня 1940 року як перша частина генерального плану «Ост». Лише в Померанії до кінця 1939 року було вбито від 36 000 до 42 000 поляків, включно з дітьми.
У списку було ідентифіковано понад 61 000 представників польської еліти: активістів, інтелігенції, науковців, акторів, колишніх офіцерів, польської шляхти, католицьких священників, університетських професорів, вчителів, лікарів, юристів і навіть спортсмена, який представляв Польщу на Олімпійських іграх у Берліні в 1936 році. Люди, занесені до списку, були або вбиті айнзатцгрупами чи Німецькою народною самообороною, або відправлені до концентраційних таборів і вбиті там. Німецькі ескадрони смерті перебували під безпосереднім командуванням штурмбанфюрера СС Рудольфа Трьогера, а загальне командування здійснював Рейнгард Гейдріх.
Друге і останнє видання «Книга спеціального обвинувачення — Польща» було опубліковане німецькою та польською мовами у 1940 році в окупованому Кракові після закінчення АБ-акції (нім. Ausserordentliche Befriedungsaktion).